# Залізнична платформа Тасіно
Тасіно (рос. Тасино) — населений пункт (тип: залізнична платформа) у Мошковському районі Новосибірської області Російської Федерації.
Входить до складу муніципального утворення робітниче селище Станціонно-Ояшинський. Населення становить 56 осіб (2010).

## Історія
Згідно із законом від 2 червня 2004 року органом місцевого самоврядування є робітниче селище Станціонно-Ояшинський.

## Населення
| 2002 | 2007 | 2010 |
| ---- | ---- | ---- |
| 60   | ↘56  | →56  |